# Galina Magidson
Galina Magidson, coniugata Rezcova (in russo Галина Магидсон-Резцова?; 24 settembre 1943), è un'ex cestista sovietica.

## Carriera
Con l'Unione Sovietica ha disputato due edizioni dei Campionati europei (1964, 1966).